# Дилейни, Ким
Ким Дилейни (англ. Kim Delaney; род. 29 ноября 1961, Филадельфия, Пенсильвания) — американская актриса, наиболее известная по роли в телесериале «Полиция Нью-Йорка», который принес ей премию «Эмми» в категории «Лучшая актриса второго плана в драматическом телесериале» в 1997 году. Также она снялась в сериалах «Все мои дети», «Филадельфия» и «C.S.I.: Место преступления Майами», а с 2007 по 2012 год исполняла главную роль в телесериале канала Lifetime «Армейские жёны».

## Карьера
Ким Дилейни начала карьеру в дневной мыльной опере «Все мои дети», где играла роль Дженни Нельсон Гарднер с 1981 по 1984 год. Она получила премию как лучшая дебютантка, в 1983 году была номинирована на Дневную премию «Эмми». Добившись известности, Ким Дилейни, покинула мыльную оперу ради съемок в фильмах, среди которых были «Это было тогда… Это есть и сейчас» (1985) с Эмилио Эстевесом и «Отряд «Дельта»» (1986) с Чаком Норрисом. В 1989—1990 годах она играла одну из главных ролей в сериале «Служебная командировка», а в последующие несколько лет в основном играла главные роли в различных телефильмах.
В 1995 году Ким Дилейни начала играть роль детектива Дианы Рассел в телесериале «Полиция Нью-Йорка». Сериал стал хитом и законодателем в жанре полицейских шоу, а Дилейни получала хорошие отзывы от критиков, а в 1997 году выиграла премию «Эмми» за лучшую женскую роль второго плана в драматическом телесериале за свою роль, а также была номинирована на награду в 1998 и 1999 годах. Также она получила ряд других наград, а также дважды номинировалась на премию «Золотой глобус» за лучшую женскую роль в телевизионном сериале — драма и семь раз на Премию Гильдии киноактёров США. В 2001 году она покинула шоу чтобы сыграть главную роль в собственном сериале «Филадельфия», который продлился лишь один сезон, хотя и был любим критиками.
В 2003 году Ким Дилейни ненадолго вернулась в «Полицию Нью-Йорка», а после сыграла главную роль в мини-сериалах «10,5 баллов» (2004) и «10.5 баллов: Апокалипсис» (2006).
В 2006 году она снялась в мини-сериале «Ночные кошмары и фантастические видения» по рассказу Стивена Кинга, а в следующем году была приглашенной звездой в двух эпизодах сериала «Закон и порядок: Специальный корпус».
С 2007 по 2012 год Ким Дилейни исполняла роль Клаудии Джой Холден, главного героя, в телесериале «Армейские жёны». Она покинула сериал в 2012 году после шести сезонов.

## Личная жизнь
Ким Дилейни была замужем дважды. Сын Джон Филип Кортезе (род. 1990) - ребёнок от второго брака.
В 2002 году Дилейни была арестована в Малибу, Калифорния, по подозрению в вождении в нетрезвом виде после того, как отказалась пройти проверку алкотестером. По договорённости со стороной обвинения она была осуждена на два года условно.

## Фильмография
| Год       |    | Русское название                        | Оригинальное название                                      | Роль                      |
| --------- | -- | --------------------------------------- | ---------------------------------------------------------- | ------------------------- |
| 1981—1984 | с  | Все мои дети                            | All My Children                                            | Дженни Нельсон Гарднер    |
| 1983      | тф | Первым делом                            | First Affair                                               | Кэти                      |
| 1985      | ф  | Это было тогда... Это есть и сейчас     | That Was Then... This Is Now                               | Кэти Карлсон              |
| 1986      | с  | Уравнитель                              | The Equalizer                                              | Салли Энн Картер          |
| 1986      | ф  | Отряд «Дельта»                          | The Delta Force                                            | сестра Мэри               |
| 1986      | ф  | Кровь охотника                          | Hunter's Blood                                             | Мелани                    |
| 1986      | с  | Отель                                   | Hotel                                                      | Мари Локхарт              |
| 1987      | ф  | Человек с кампуса                       | Campus Man                                                 | Дейна Томас               |
| 1987      | тф | Перри Мейсон: Дело о зловещем призраке  | Perry Mason: The Case of the Sinister Spirit               | Сьюзен                    |
| 1987      | тф |                                         | Cracked Up                                                 | Джеки                     |
| 1987      | с  | Закон Лос-Анджелеса                     | L.A. Law                                                   | Лесли Клейнберг           |
| 1987      | с  | Хуперман                                | Hooperman                                                  | имя персонажа неизвестно  |
| 1987      | тф | Рождество приходит в Виллоу Крик        | Christmas Comes to Willow Creek                            | Джесси                    |
| 1988      | ф  | Бродяга                                 | The Drifter                                                | Джулия Роббинс            |
| 1988      | с  | Что-то не отсюда                        | Something Is Out There                                     | Мэнди Эстабрук            |
| 1988      | тф | Примите моих дочерей, пожалуйста,       | Take My Daughters, Please                                  | Ивэн                      |
| 1989      | с  | Служебная командировка                  | Tour of Duty                                               | Алекс Девлайн             |
| 1990      | с  | Байки из склепа                         | Tales from the Crypt                                       | Глория Филдинг            |
| 1991      | ф  | Затяжной выстрел                        | Hangfire                                                   | Мария Монтойя Слейтон     |
| 1991      | ф  | Расчлененное тело                       | Body Parts                                                 | Карен                     |
| 1992      | ф  | Разорванные узы                         | The Broken Cord                                            | Сюзанна                   |
| 1992      | с  | Пятый угол                              | The Fifth Corner                                           | Эрика Фонтейн             |
| 1992      | тф | Леди Босс                               | Lady Boss                                                  | Лаки Сантанджело          |
| 1993      | тф | Исчезновение Кристины                   | The Disappearance of Christina                             | Лилли Крофт               |
| 1994      | в  | Мистическая сила                        | The Force                                                  | Сара Флинн                |
| 1995      | ф  | Металлический зверь                     | Project: Metalbeast                                        | Анна де Карло             |
| 1995      | тф | Высокий, тёмный и смертоносный          | Tall, Dark and Deadly                                      | Мэгги Спрингер            |
| 1995      | в  | Человек тьмы 2: Возвращение Дюрана      | Darkman II: The Return of Durant                           | Джилл Рэндалл             |
| 1995      | в  | Маньяк                                  | Serial Killer                                              | Селби                     |
| 1995      | ф  | Искусительница                          | Temptress                                                  | Карин Суонн               |
| 1995—2003 | с  | Полиция Нью-Йорка                       | NYPD Blue                                                  | детектив Диана Рассел     |
| 1996      | тф | Всё ближе и ближе                       | Closer and Closer                                          | Кейт Сондерс              |
| 1997      | тф |                                         | All Lies End in Murder                                     | Meredith 'Mere' Scialo    |
| 1997      | тф | Ребенок дьявола                         | The Devil's Child                                          | Никки де Марко            |
| 2000      | ф  | Миссия на Марс                          | Mission to Mars                                            | Мэгги МакКоннелл          |
| 2001      | тф | Любовь и предательство                  | Love and Treason                                           | лейтенант Кейт Тиммонс    |
| 2001—2002 | с  | Филадельфия                             | Philadelphiya                                              | Кэтлин Магуайр            |
| 2002      | с  | C.S.I.: Место преступления Майами       | CSI: Miami                                                 | Меган Доннер              |
| 2004      | тф | Садбэри                                 | Sudbury                                                    | Салли Оуэнс               |
| 2004      | тф | Неверность                              | Infidelity                                                 | Даниэль Монтет            |
| 2004      | тф | 10,5 баллов                             | 10.5                                                       | доктор Саманта "Сэм" Хилл |
| 2005      | с  | Одинокие сердца                         | The O.C.                                                   | Ребекка Блум              |
| 2006      | тф | 10.5 баллов: Апокалипсис                | 10.5: Apocalypse                                           | доктор Саманта "Сэм" Хилл |
| 2006      | с  | Ночные кошмары и фантастические видения | Nightmares & Dreamscapes: From the Stories of Stephen King | Мэри Ривингем             |
| 2007      | с  | Закон и порядок: Специальный корпус     | Law & Order: Special Victims Unit                          | капитан Джулия Милфилд    |
| 2007—2012 | с  | Армейские жёны                          | Army Wives                                                 | Клаудия Джой Холден       |
| 2011      | тф | Поиск семьи                             | Finding a Family                                           | Илеана                    |
| 2015      | с  | Аппоматтокс                             | To Appomattox                                              | Мэри Тодд Линкольн        |